# جائزة ريو دي جانيرو الكبرى للدراجات النارية 1997
جائزة ريو دي جانيرو الكبرى للدراجات النارية 1997 هو سباق دراجات نارية أقيم بتاريخ 3 أغسطس 1997 في حلبة نيلسون بيكيه الدولية. كان الجولة العاشرة من أصل 15 في سباق الجائزة الكبرى للدراجات النارية موسم 1997. فاز الأسترالي ميك دوهان بفئة 500 سي سي بينما جاء الياباني تادايوكي أوكادا في المركز الثاني وحصل على المركز الثالث الإيطالي لوكا كادالورا.

## وصلات خارجية
- الموقع الرسمي